# Tidjikdja
Tidjikdja er en by i det centrale Mauretanien, der er hovedstad i landets Tagant-region. Byen har et indbyggertal (pr. 2000) på cirka 13.000.